# Holger Simon Paulli
Holger Simon Paulli (Copenhague, Dinamarca, 22 de diciembre de 1810-ídem, 23 de diciembre de 1891) fue un director de orquesta y compositor danés, especialmente recordado por haber estrenado el concierto para piano en la menor de Edvard Grieg (1843-1907) el 3 de abril de 1869, con Edmund Neupert como pianista.

## Biografía
Paulli estudió violín con Claus Schall. Se unió a la Orquesta Real Danesa, y llegó a ser su director en 1864. También fue director de la Real Academia Danesa de Música desde 1866. Con sus interpretaciones de Lohengrin y Los maestros cantores de Núremberg, contribuyó a popularizar la música de Richard Wagner en Dinamarca.
Compuso una ópera, trece ballets, una obertura y varias piezas para violín y lied.